# Bolygóközi repülés

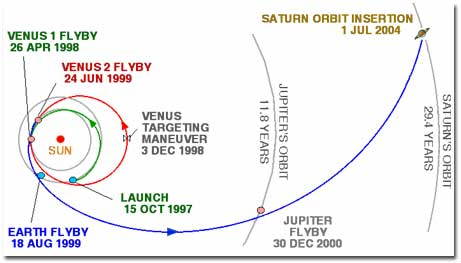
A Cassini–Huygens űrszonda bolygóközi repülése

A bolygóközi repülés egy adott bolygórendszer égitestjei közötti űrrepülést jelenti, amely az anyacsillag körüli keringés meghatározott pályán. Jelenleg a bolygóközi repülésre használt legelterjedtebb meghajtási forma a kémiai hajtómű és az ionhajtómű. Egy bolygóközi repülés a legkevesebb energia felhasználásával az ún. Hohmann-pályán valósítható meg. Több bolygó megközelítése esetén sokszor alkalmazzák a hintamanővert a bolygók közelében, amellyel hajtóanyagot takaríthatnak meg.

## Eddigi megvalósítások
A NASA Apollo-programja 12 embert juttatott el a Holdra és hozta vissza a Földre: Az Apollo-11 – 17 leszámítva a 13-at hat küldetést jelent, melyek mindegyikén három űrhajós jutott el a Hold közelébe, közülük ketten a felszínre. Tehát eddig összesen 12 ember tette lábát a Holdra. Az automata űrszondák meglátogatták a Naprendszer minden bolygóját. A legtávolabbra jutott szondák a Pioneer–10, Pioneer–11, Voyager–1 és Voyager–2 elhagyják a belső Naprendszert, de beszüntetik működésüket még mielőtt elérnék az Oort-felhőt. Olyan leszálló szondák, mint a Vikingek a Mars Pathfinder és a Mars Exploration Rover már eljutottak a Mars felszínére, több Venyera és Vega szonda a Vénusz felszínére. A NEAR a 433 Eros kisbolygóra szállt le, a Huygens európai űrszonda pedig a Szaturnusz legnagyobb holdjára, a Titánra.